# Zagalav Abdulbekov
Zagalav Abdulbekov (n. 29 decembrie 1945, Karata⁠(d), RSFS Rusă, URSS) este un luptător ce a reprezentat Uniunea Republicilor Sovietice Socialiste, medaliat olimpic. A participat la o ediție a Jocurilor Olimpice (1972) în care a câștigat o medalie de aur.

## Participări
Lista de mai jos prezintă principalele competiții la care a participat Zagalav Abdulbekov de-a lungul carierei.
- wrestling at the 1972 Summer Olympics – men's freestyle 62 kg[*]